# ماريو هرنانديز
ماريو هرنانديز (بالإسبانية: Mario Hernández)‏ هو كاتب سيناريو ومخرج مكسيكي، ولد في 8 مارس 1936 في بيدراس نيغراس في المكسيك.

## وصلات خارجية
- ماريو هرنانديز على موقع IMDb (الإنجليزية)
- ماريو هرنانديز على موقع ألو سيني (الفرنسية)
- ماريو هرنانديز على موقع أول موفي (الإنجليزية)
- ماريو هرنانديز على موقع قاعدة بيانات الأفلام السويدية (السويدية)
- ماريو هرنانديز على موقع قاعدة بيانات الفيلم (الإنجليزية)
- ماريو هرنانديز على موقع كينوبويسك (الروسية)